# ハンブルク条約 (1762年)
ハンブルク条約（ハンブルクじょうやく、ドイツ語: Frieden von Hamburg, スウェーデン語: Freden i Hamburg）は、1762年5月22日、自由都市ハンブルクで締結されたスウェーデンとプロイセン王国の講和条約。
この条約により、七年戦争の局地戦であるポメラニア戦争が終結した。

## 概要
ロシア帝国が5月5日にプロイセンと単独講和し、さらに同盟したことで、スウェーデンは独力で戦争を続けることが不可能となった。
このため、条約では原状回復が定められ、スウェーデンはストックホルム条約で失ったポンメルンの領土の奪回に失敗した。